# Taiwanische Fotografie
Die Taiwanische Fotografie ist tief mit der Geschichte Taiwans verwurzelt. Die frühe Fotografie wird in zwei Perioden unterteilt: Pre-Japanische von etwa 1858 bis 1895 und die Zeit der japanischen Einflüsse von 1895 bis 1945, als die Okkupation durch die Japaner auf Taiwan endete. Viele Werke der vor-japanischen Zeit stammen von Händlern und ausländischen Missionaren.
Chang Tsai (張才), Deng Nan-guang (鄧南光) und Lee Ming-diao (李鳴鵰) sind gemeinsam bekannt als die „Drei Fechter“ (three swordsmen) und einige der bekanntesten taiwanischen Fotografen, die von 1930 bis 1950 aktiv waren. Die moderne taiwanische Fotografie ist sehr von der nationalistischen Regierung gezeichnet, die 1945 Besitz von Taiwan ergriff.
Photographers International ist eine von Taiwans führenden Fotografie-Magazinen. Das Magazin stellt wichtige Fotografen wie Chang Yung-Chieh (張詠捷), Wu Chung-Wei (吳忠維), Hsieh Chun-Teh, (謝春德), Ho Ching-Tai (何經泰), Chuang Ling (莊靈), Liu Chen-Shan (劉振祥) und den Redakteur Juan I-Jong (阮義忠) selber in einer Dokumentationsreihe mit dem Titel "Taiwan Vision" vor.
Ein weiterer bekannter, taiwanischer Fotograf ist Chien-Chi Chang (張乾琦), Mitglied der Magnum-Photos-Agentur.